# Agelasta milagrosae
Agelasta milagrosae är en skalbaggsart som beskrevs av Hüdepohl 1985. Agelasta milagrosae ingår i släktet Agelasta och familjen långhorningar.
Artens utbredningsområde är Filippinerna. Inga underarter finns listade i Catalogue of Life.